# 朱麗蒨
朱麗蒨（英語：Carol Chu Lai-chien，1966年4月6日—，舊誤作朱麗倩），本名朱麗卿，馬來西亞華裔模特、藝人，祖籍福建漳州诏安，生于馬來西亞檳城。香港藝人劉德華妻子。

## 简介
朱丽蒨生于馬來西亞檳城，閩南人，自小随家人移居吉隆坡，家中有三姐妹。朱家曾在吉隆坡巴生路经营一家海鲜餐馆, 後經營香燭店，属于小康之家（舊誤傳朱麗蒨出身豪門且舅舅是馬來西亞富豪陳志遠）。
朱丽蒨原為模特，1985年獲得馬來西亞“新潮小姐”比賽季军，1987年與劉德華相識，後開始與劉德華約會。從1991年起，媒體開始報導兩人戀情，且多次錯誤報導兩人結婚生子的消息，但刘德华從來不予正面回應。2008年，兩人在拉斯維加斯秘密注册結婚。夫婦皆篤信佛教並且茹素。

## 感情生活
- 1987年，劉德華隨香港明星足球隊到馬來西亞舉行友誼賽，朱丽蒨經媒體人葉嘯安排介绍，與妹妹朱麗樺一起見到偶像刘德华，相談半個小時，一見鍾情後開始了地下異地戀。[3]
- 1991年，媒體開始報導兩人戀情。
- 1992年，传劉朱两人在加拿大秘密注册结婚，但遭當事人否认。
- 1995年，传劉朱两人在槟城筑爱巢，之后朱在由劉投资的天幕制作有限公司任职。
- 1998年，传出劉朱两人已有一个两岁女儿，期间有传媒拍到刘父牽着一個小女孩，出入劉位于加多利山的寓所，令传闻更加言之凿凿。
- 1999年，有媒体摄得朱步出劉的寓所。
- 2001年，朱现身在刘的马来西亚演唱会上，被传媒发现坐在贵宾席的她，身边还有一名几岁大的小女孩。
- 2003年，劉在接受查小欣采访时含蓄地解释了朱丽倩的隐身女友状态，“我们大家都很接受现在的相处方法，因为好舒服、好自然。即使我的fans，他们都知道我有感情生活。”
- 2005年，劉朱二人被传已经在马来西亚秘密结婚，价值2500万元超级豪宅成为当地景点。两人的邻居爆料：「曾经看到刘先生和刘太太在阳台上浇花。」
- 2006年，有媒体发现劉和朱一同前往马来西亚吉隆坡的庙宇拜神祈福。
- 2007年6月，刘在接受商業电台查小欣访问时说：「我们彼此都很接受现在的相处方法，因为很舒服很自然，根本不用想太多。我的影迷也认为我不必要公开，本来我以为我不说，影迷就不会知道，没想到他们知道得比我还更清楚。」
- 2007年10月，刘在上海开演唱会时，突然向歌迷吐露会对喜欢的人说“我爱你”，还问歌迷假如有一天他结婚了，是否还会来看他的演唱会。
- 2008年初，香港演唱会，劉在握手环节中被歌迷的指甲抓出血痕，他开玩笑地警告观众：“我警告你们，你们如果再不剪指甲，我就取消握手环节，不然我回家怎么跟我一屋的女人交代呢？”年初亦有记者在香港志蓮淨苑的内堂发现刘和朱联名合捐1万元做放生。
- 2008年4月，湯鎮業在接受採訪時，稱劉德華与朱丽蒨「一直在一起。」[4]
- 2008年5月10日，劉在马来西亚參加朱麗蒨胞妹朱麗樺的婚宴。
- 2008年6月23日，劉德華與朱丽蒨于美國內華達州拉斯维加斯登記结婚。
- 2009年1月，朱麗蒨低调现身刘德华演唱会，而刘德华在介绍演唱歌曲《阿嫂》时说：“有个女人你找她20年都拍不到，因为她会变身。”台下观众纷纷大喊「朱麗蒨」。
- 2009年2月，傳朱麗蒨將在4月6日生日當日在馬來西亞舉辦婚禮。
- 2009年8月，朱麗蒨父喪，劉德華赴大馬參加朱父喪禮。初逃避传媒追访，在丧礼上既出动伞阵，又安排保安穿上他的鞋子鱼目混珠，遭各方抨击，指他不够大方。劉隨後态度软化，先在自己网站留言指朱父可以平静离去是他最大的心愿，开始默认身份，又于外父头七之日上山拜祭，终令他的女婿身份正式曝光。[5]8月28日，劉再次在官网留言，解释结婚之事。他称是因岁数渐高，打算借助医学手段生子，而香港更改法律，需要注册夫妻才能进行，所以才去拉斯维加斯结婚。「虽然努力还没有成功，所以现在还没有孩子。」[6]
- 2011年11月28日，劉德華在其網站承認朱麗蒨有喜[7]。
- 2012年3月5日，《壹周刊》报道，已有7个月身孕的朱丽蒨当天在2名保镖及保姆的护送下，现身北角街市买东西[8]。
- 2012年，朱麗蒨在香港养和医院生下女兒。
- 2023年12月，在刘德华父亲刘礼出殡仪式上其名字正式公开为朱丽蒨，而非之前的缺少草字头的“倩”。